# Henk Carlier
Henricus Mattheus (Henk) Carlier (Rotterdam, 16 juli 1911 – Den Haag, 22 juli 1994) was een Nederlands schilder en monumentaal kunstenaar.

## Leven en werk
Hij was een zoon van Dirk Carlier en Margaretha Bottema. Zijn vader opende in 1902 een winkel in onder meer kantoorartikelen, teken- en schildermateriaal in Rotterdam. Henk Carlier bezocht de Academie van Beeldende Kunsten, niet ver van zijn vaders winkel. Hij behaalde in 1934 de MO-aktes tekenen aan de Academie van Beeldende Kunsten in Den Haag.
Carlier was aanvankelijk vooral schilder, later ontwikkelde hij zich tot monumentaal kunstenaar en maakte hij onder andere glas-in-loodramen, muurdecoraties, keramische schalen en plastieken en tuinbeelden.  Naast kunstenaar was Carlier docent aan diverse onderwijsinstellingen en publiceerde hij over handvaardigheid. Hij was aangesloten bij het Genootschap Kunstliefde, Scheppend Ambacht Gelderland en de Algemene Katholieke Kunstenaarsvereniging.
Hij trouwde met de textielkunstenares Jo Mulder (1917-1972). Uit dit huwelijk werden onder anderen Marga en Maria Carlier geboren. Henk Carlier overleed in 1994, een week na zijn 83e verjaardag.

## Werken (selectie)
- glas-in-loodramen (voor 1961) voor de doopkapel van de Sint-Josephkerk, Lochem
- beeld van Liudger en Bernlef (1976) bij de Grote of Sint-Gudulakerk, Lochem

## Publicaties
- 1955 Versieren van voorwerpen. Vrije tijd reeks. Utrecht: Cantecleer.
- 1957 Werk met karton Vrije tijd reeks. Utrecht: Cantecleer.
- 1960 Biezenwerk. Vrije tijd reeks. Utrecht: Cantecleer.

- Biografisch Portaal: 05845817
- Nederlandse Thesaurus van Auteursnamen: 072610611
- RKD-Nederlands Instituut voor Kunstgeschiedenis: 15377
- Virtual International Authority File: 239418931
- WorldCat: E39PBJB8mbGM4rQP8WyYCtw6Kd